# Reflexen

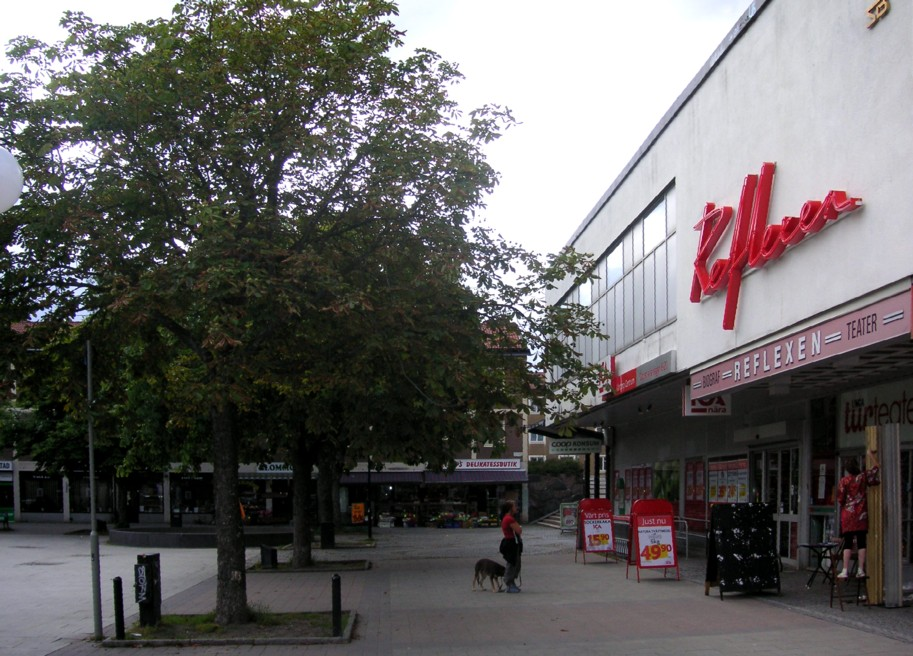
Le Reflexen.

Le Reflexen est une salle de cinéma située à Kärrtorp, dans le district de Skarpnäck, au sud de Stockholm. Il a ouvert ses portes en 1961 et est aujourd'hui exploité par le Skarpnäcks Kulturkommitté, le centre culturel de Skarpnäck.
Le cinéma, conçu par l'architecte Sverker Feuk, appartient à la Svensk Filmindustri. D'une capacité de 437 places, il est alors équipé de la technologie CinemaScope et d'un écran de 10,5 x 4 mètres. L'enseigne au néon à l'entrée du cinéma est célèbre et a gagné le prix Stockholms skyltpris en 2006.
Le cinéma est lancé durant une période de déclin de la fréquentation des salles de cinéma de Stockholm. Dans les années 1970, la fréquentation baissant, la Svensk Filmindustri cesse d'exploiter la salle en 1977. Le cinéma est repris par le centre culturel de la ville, qui l'utilise comme salle de cinéma et de théâtre.